# Юстина
Юстина (на латински: Justina; † 388) e втората съпруга на римския император Валентиниан I (364 – 375) и майка на Валентиниан II (375 – 392).

## Биография
Дъщеря е на Ветий Юст, управител на Пиценум, и сестра на Констанций и Цереалис. Внучка е на Ветий Юст.
Юстина е омъжена първо за Магненций, римски император (350 – 353). и бракът е бездетен, понеже тя е още много млада. Около 370 г. тя се омъжва за Валентиниан I, за когото това е също втори брак и има вече син, който е издигнат за съимператор Грациан. Двамата имат най-малко четири деца, син Валентиниан II, също и дъщерите Гала, Грата и Юста.
При смъртта на Валентиниан I на 17 ноември 375 г. тя е в Сирмиум и поема регентството за четиригодишния си син Валентиниан II на Запад. Настанява се в Милано. Тя е привърженичка на арианството.
През 383 г. доведеният ѝ син Грациан е узурпиран от Магн Максим. Узурпаторът е признат за император и управлява от Трир. Той пресича Алпите през 387 г. и марширува към Милано. Тогава Юстина бяга с децата си в Солун при Теодосий I. Тя му дава дъщеря си Гала за съпруга с условие, че постави сина ѝ Валентиниан II отново на трона. Теодосий I се съгласява и се жени към края на годината за Гала и през лятото на 28 август 388 г. прогонва Магн Максим, който се предава при Аквилея и е убит. Юстина умира същата година. Не доживява възстановяването на нейния син на трона.